# Volkswagen Apollo
För andra betydelser, se Apollo.

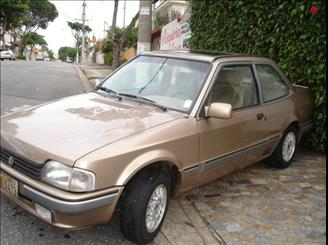
Volkswagen Apollo.

Volkswagen Apollo var en bilmodell från Volkswagen i Brasilien. VW och Ford hade ett samriskföretag med namnet Autolatina. VW:s andel i företaget var 51 %. Av det arrangemanget blev det att, den Brasilien-tillverkade Ford Verona blev märkt om till VW Apollo.  Bilen baserad på Ford Escort III/ Orion. Bilen producerades under år 1990-1994. Bilen tillverkades parallellt med Ford Verona, var och en i sin egen fabrik, VW hade en motor på 1781 cm³, Forden hade både sin egen motor på 1555 cm³ och VW:s motor på 1781 cm³.